# مستعر أعظم

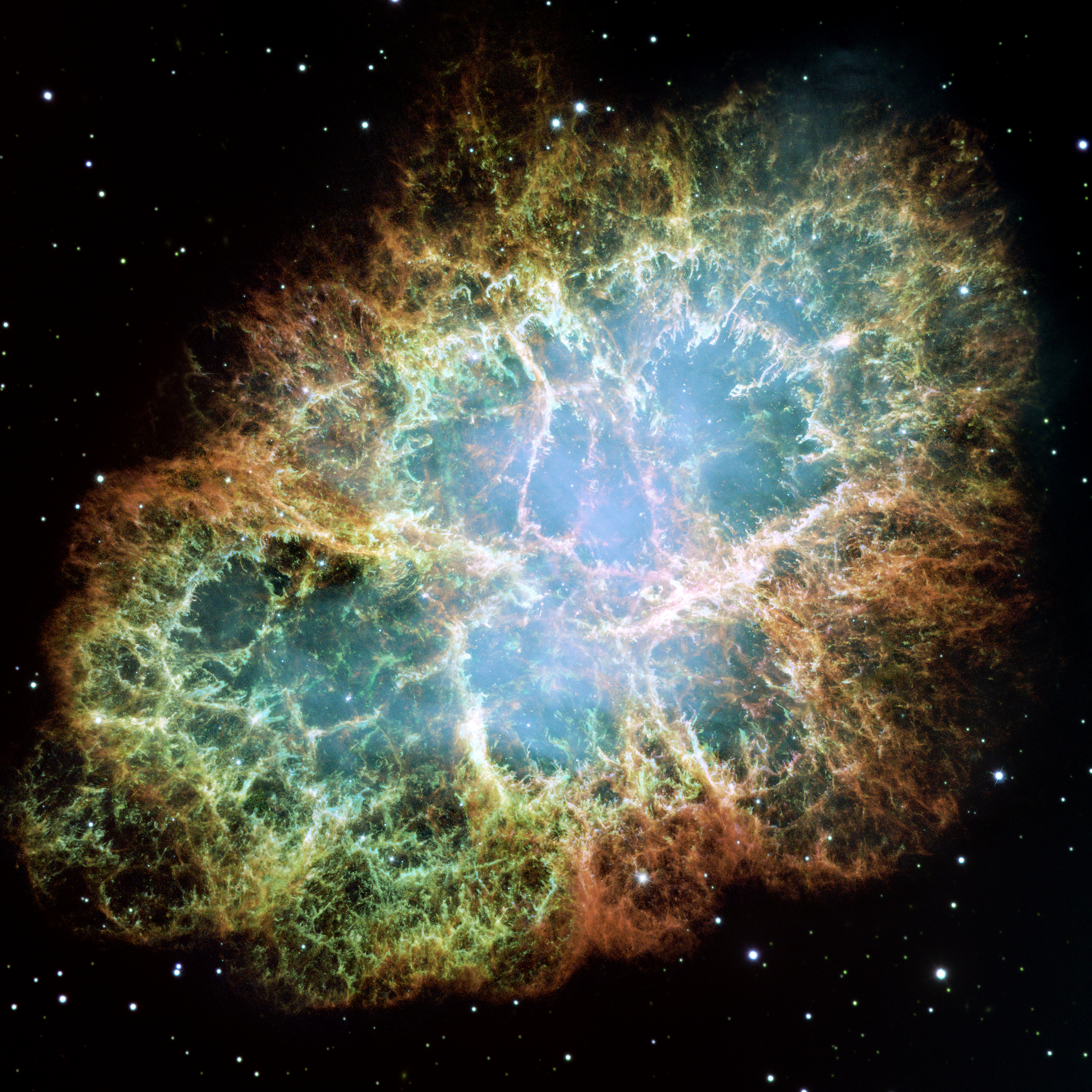
سديم السرطان وهو نباض مقترن بمستعر أعظم 1054

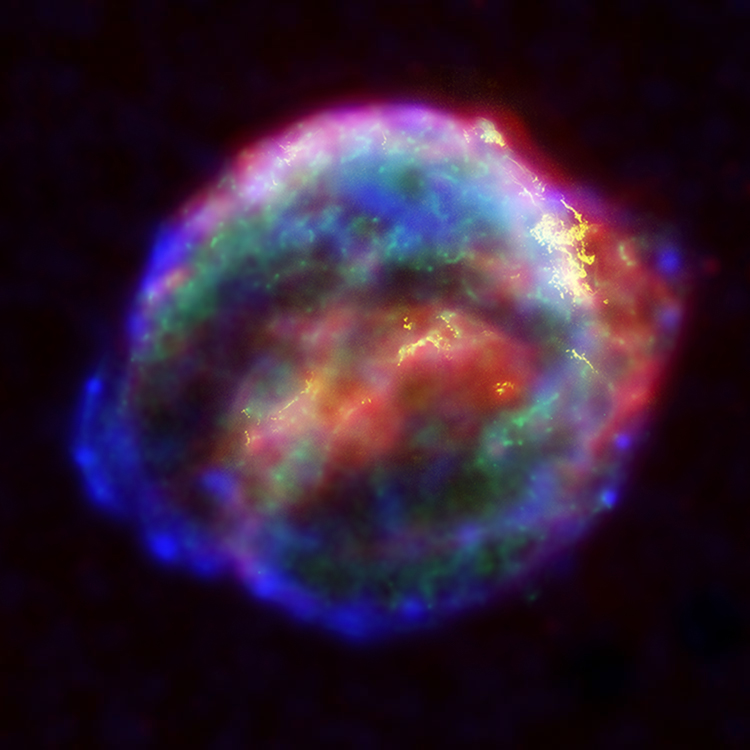
صورة بألوان كاذبة لبقايا المستعر الأعظم كيبلر، حيث أن النجم نفسه غير مرئي ويوجد في المركز، وتشكل البقايا بعد الانفجار تلك السحابة الملتهبة وقطرها أكبر 100 مرة تقريبا من قطر النجم نفسه.

المُسْتَعِرُ الأعظم أو المستعر الفائق أو المستسعر الفائق أو المتجدد الأعظم (بالإنجليزية: Supernova) وسماه علماء الفلك العرب بعدة أسماء، فقد أطلقوا عليها لفظ النيزك العظيم والكوكب الكبير والكوكب الأثاري والنجم العظيم الشأن. يُعرّف علماء الفلك السوبرنوفا، أو المستعر الأعظم، بأنه نجم يتألق فجأةً بشكل هائل، حيث يتضاعف إشعاعه مئات المرات. ويحدث ذلك عندما يتعرض النجم لانفجار في كامل كتلته، مصدرًا ضياءً شديدًا، وتُطرح مادته النجمية بعيداً، وتحدث مثل تلك الانفجارات في النجوم التي قطعت شوطًا كبيرًا في تطورها، مقلصة مادتها النجمية إلى درجة كبيرة، مع ارتفاع حرارة مركزها نحو 600 مليون درجة مئوية، مما يجعلها تحت قوتي: الجاذبية المركزية وقوة الضغط للخارج.
و هو حدث فلكي يحدث خلال المراحل التطورية الأخيرة لحياة نجم ضخم، حيث يحدث انفجار نجمي هائل يقذف فيهِ النجم بغلافهِ في الفضاء عند نهاية عمره، ويؤدي ذلك إلى تكون سحابة براقة كروية من البلازماحول النجم ، وسرعان ما تنتشر طاقة الانفجار في الفضاء وتتحول إلى أجسام غير مرئية في غضون أسابيع أو أشهر، أما مركز النجم فينهار على نفسه نحو المركز مكوناً إما قزما أبيضا أو يتحول إلى نجم نيوتروني ويعتمد ذلك على كتلة النجم، وأما إذا زادت كتلة النجم عن نحو 20 كتلة شمسية فإنه قد يتحول إلى ثقب أسود بدون أن ينفجر في صورة مستعر أعظم.
وهناك طريقان محتملان لهذه النهاية: إما أن نجماً ضخماً تفوق كتلته 8 كتل شمسيّة ينتهي عند انتهاء عملية الإندماج النووي فيه بسبب نفاذ الوقود النووي فجأة، وتتغلب قوى الجاذبية فينهار النجم نحو الداخل تحت تأثير قوة ثقالته وهو المستعر الأعظم من النّمط الثّاني، والطريق الآخر المحتمل أن يقوم قزم أبيض بالتقاط مادة إضافية من نجم مجاور إلى ان يصل إلى كتلة حرجة هي حد جندر شيكهر فيخضع لعملية انفجار نووي حراري وهو المستعر الأعظم من النّمط الأوّل، وفي كلتا الحالتين فإن انفجار المستعر الأعظم يقذف بالطبقة الخارجية من مادة النجم بقوة هائلة في الفضاء ويتبقى قزم أبيض أو نجم نيوتروني، والحد الفاصل بين التطورين هو 1.4 كتلة شمسية فإذا كانت كتلة النجم أكبر من 1.4 كتلة شمسية فإن النجم يمر بمرحلة المستعر الأعظم ويتبقى منه نجماً نيوترونياً.

## حياة النجوم
توضح الصور من اليسار إلى اليمين مراحل حياة عمر النجم: بعدما يستهلك النجم وقوده من الهيدروجين والهيليوم بالاندماج النووي الذي ينتج عناصر أثقل، يستمد طاقته من اندماج العناصر الخفيفة مثل الكربون والأوكسجين والسيليكون ويتم تحويلها إلى عنصر الحديد Fe والنيكل Ni. فعندها ينتهي كل ما له من رصيد من الوقود لاستمرار التفاعل النووي.

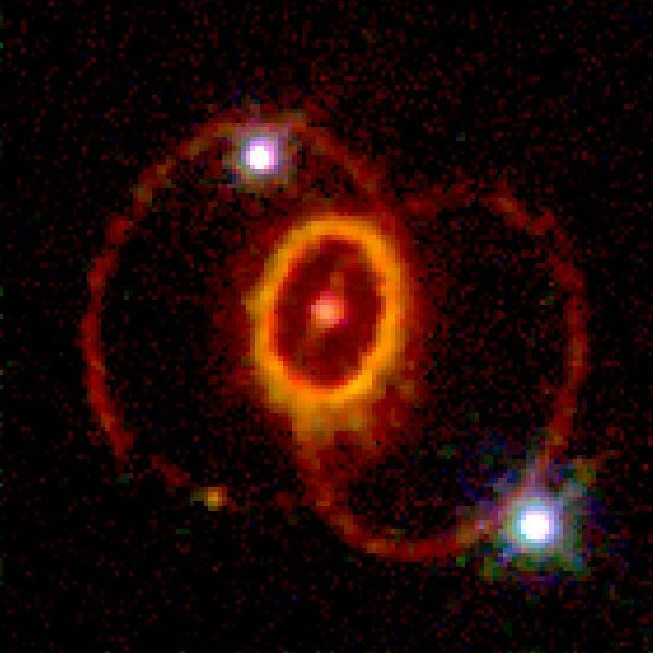
بقايا مستعر أعظم 1987 إيه التقطت في يونيو 2005

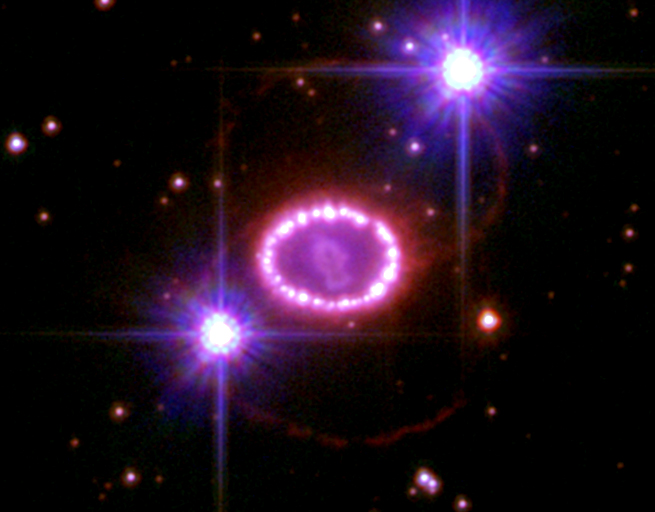
صورة مستعر أعظم 1987 إيه التقطها تلسكوب هابل الفضائي في عام 2007.

وذلك لأن اندماج عنصر الحديد لا ينتج الطاقة الكافية لاستمرار التفاعلات الاندماجية، وتتغلب قوى الجاذبية على الضغط المتولد في باطن النجم ويتقلص النجم وينهار على نفسه نحو المركز الذي يتركز فيه الحديد، ويؤدي هذا الانهيار إلى ارتفاع هائل في درجة حرارة المكونات التي تتفاعل منتجة نيوترونات ونيوترينوات بغزارة مما تتسبب في انفجار بصورة مستعر أعظم. وتتفاعل النيوترونات مع العناصر المتأينة في الغلاف المتناثر مكونة عناصر أثقل من عنصر الحديد، أي أن تخليق العناصر الأثقل من الحديد (أنظر الجدول الدوري) متعلق بحدوث المستعر الأعظم الذي يعمل على إنتاج تلك العناصر الثقيلة وصولاً إلى اليورانيوم.
إذا رجعنا إلى تكوين المجموعة الشمسية نجدها خلفت انفجار نجم أكبر كثيراً من الشمس في صورة مستعر أعظم II ومن العناصر التي نشرها ذلك النجم الكبير بالإضافة إلى الهيدروجين الذي يتواجد في سحابات عظمي في الفضاء تكونت الشمس وتوابعها من الكواكب على مر بلايين السنين تحت تأثير الجاذبية، أي أن تكون المجموعة الشمسية منذ 4.6 بليون سنة إنما يعتبر الجيل الثاني أو الثالث من النجوم حيث تكون الجيل الأول منها نحو 600 مليون سنة بعد الانفجار العظيم قبل نحو 13.7 مليار سنة، وتوضح الصورة في أقصى اليمين حالة النجم المنفجر بعد انفجاره كمستعر أعظم، إذ لا يصدر منه سوى نيوترينوات.
وقد حدث أعظم حدث من هذا النوع في مجرة درب التبانة في عام 1054م حيث أنتج سحابة ضخمةً من الغاز سميت سديم السرطان (أنظر أعلاه).
ومن خلال دراسة المستعرات تم اكتشاف ظاهرة عجيبة وهي أن سرعة دوران النجوم البعيدة عن مركز المجرة في مداراتها حول مركز المجرة أقل من سرعة دوران النجوم القريبة من المركز، ولكن تبين بالمراقبة الدقيقة أن سرعة دورانها عند المركز أقل من السرعة المحسوبة طبقاً لمعادلات نيوتن الخاصة بالجاذبية. ولهذا يعتقد العلماء أن السبب هو وجود مادة مظلمة في المجرة أو ربما يحتاج تفسير ذلك إدخال تعديل على نظرية نيوتن حول الجاذبية الكونية.

## تصنيف المستعرات العظمى
كمحاولة لفهم حدوث المستعرات العظمى يصنفهم الفلكيون بحسب أطياف الامتصاص القادمة والتي تشكل بصمات تعرفنا بالعناصر الكيميائية المكونة لها. وأول علامة يستخدمونها هي وجود الهيدروجين في المستعر الأعظم من عدمه. فإذا وجد في طيف المستعر الأعظم خطا من مجموعة خطوط بالمر للهيدروجين في نطاق الضوء المرئي من الطيف فيصنفه الفلكيون على أنه مستعر أعظم II، وإلا فيصنفونه على أنه من نوع مستعر أعظم I (نستخدم هنا أحيانا التسمية مستعر أعظم 1).
ويوجد لذلك النوعين تصنيفات فرعية تعتمد على وجود خطوط عناصر أخرى في أطياف المستعرات العظمى، وكذلك حسب أشكال المنحنيات الضوئية لها، أي تغير السطوع الظاهري مع الزمن وقت الانفجار.
| النوع              | الخواص |
| ------------------ | --- |
| Type I             | |
| مستعر أعظم، نوع 1أ | يفتقد الهيدروجين ويوجد به خط السيليكون أحادى التأين Si II يبلغ طول موجته 615.0 نانومتر بالقرب من قمة السطوع. |
| مستعر أعظم 1 ب     | يحتوي على الهيليوم غير المتأين، ويميزه خط طيف 587.6 نانومتر، وعدم وجود خط امتصاص للسيليكون عند 615 نانومتر.  |
| مستعر أعظم 1 سي    | عدم وجود خط امتصاص للهيليوم أو موجود ضعيفاً عند طول الموجة 615 نانومتر.                                       |
| Type II            | |
| مستعر أعظم نوع 2   | يتميز منحنى ضوئه بثبات سطوعة لفترة زمنية                                                                     |
| مستعر أعظم نوع 2   | يتميز منحنى ضوئه بميل خطي لانخفاض شدة السطوع مع الزمن (                                                      |

ويصنف المستعر الأعظم II بحسب نوع أطيافها. فبينما يُظهر معظمهم خط انبعاث عريض يشير إلى تمدد بسرعات تصل إلى عدة آلاف كيلومتر في الثانية فيبين بعضهم الآخر خطوطا غير عريضة. وتسمى هذه المستعرات العظمى، نوع IIn وهي تعني نوع 2 'narrow'. كما توجد بعض المستعرات العظمى التي لا تبين الصفات المعهودة ولذلك يطلق عليها العلماء التسمية «الغريبة» peculiar, واختصارها 'pec'.
وتظهر بعض المستعرات العظمى مثل SN 1987K و SN 1993J كما لو كانت تغير من تصنيفها: فهي تبين خطوط الهيدروجين في مرحلة مبكرة من الانفجار، ثم يخلفها أطياف الهيليوم وتستمر لعدة أسابيع أو أشهر. وتستخدم التسمية مستعر أعظم، نوع 2 بي لتمييز صفات مشتركة بين النوعين:مستعر أعظم II ومستعر أعظم 1 ب.

## تفاصيل التصنيفات

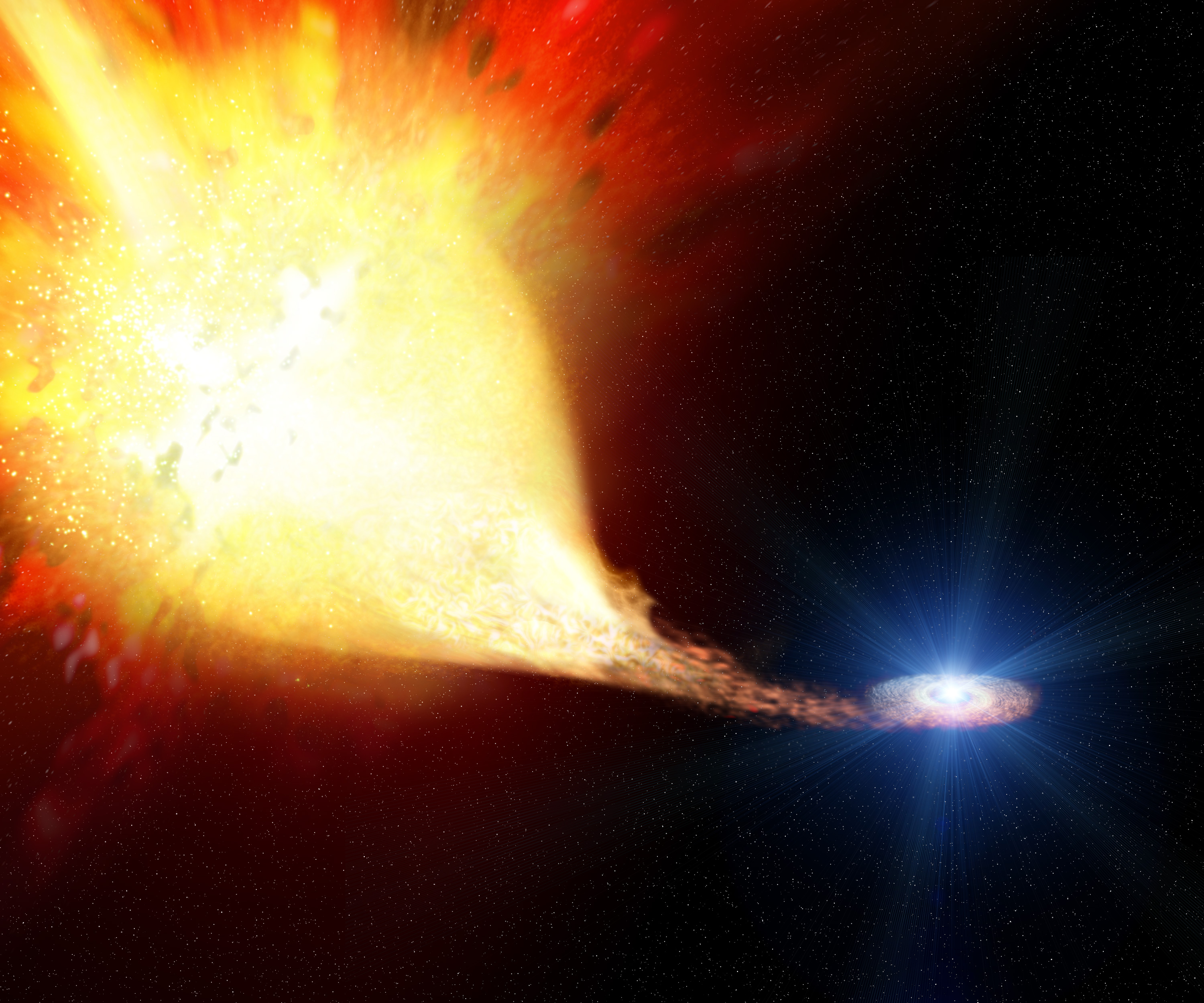
رسم توضيحي من ناسا يبين نشأة مستعر أعظم Ia.

قسم الفلكيون المستعر الاعظم إلى تصنيفين طبقا لخطوط العناصر الكيميائية المختلفة التي تظهر في أطيافها.
العنصر الأول لهذا التقسيم هو وجود أو غياب طيف الهيدروجين. فإذا كان طيف المستعر الاعظم يحتوي على خط هيدروجين، يصنف نوع ثاني Type II، وما عدا ذلك فهو من النوع الأول Type I.
بين تلك المجموعتين، هناك مجاميع فرعية تصنف طبقا لوجود خطوط أخرى وشكل المنحنى الضوء الصادر من السوبرنوفا.

### النوع الأول I
ويكون هذا النوع خال من عنصر الهيدروجين.
تصنيف La :
وهو يمثل كثافة في عنصر السيليكون وضعف في الهيليوم، ويكون هذا التصنيف غالبا للنجوم البيضاء القزمة والتي تقوم بجذب مواد وعناصر من نجم قريب منها أو مرافق لها.
تصنيف Lb :
وهو يمثل كثافة في عنصر السيليكون وضعف في عنصر الهيليوم، وهو ناتج في الغالب عن نجوم عملاقة قد استنفذت وقودها في داخل النجم. ومن الممكن أن يكون قد حدث ذلك بسبب فقد النجم لغلافة المحيط به نتيجة الرياح النجمية الضخمة أو نتيجة تفاعل جذبي بين النجم وأي نجم قريب منه.
تصنيف Lc :
طيف يوجد به عنصر السيليكون وضعف في عنصر الهيليوم، وهو في الغالب ناتج عن نجوم عملاقة قد استنفذت وقودها الموجود في داخلها.
النجوم الأكبر من الشمس تتطور في ظروف أكثر تعقيدا، إذ أن في مركز الشمس يتحول عنصر الهيدروجين إلى الهيليوم ويصدر الطاقة التي تعمل على تسخين باطن الشمس، وتزيد الضغط في الداخل الذي يمنع طبقات الشمس من الانهيار، أما عنصر الهيليوم الذي ينتج في قلب الشمس فهو يتجمع هناك حيث أن درجات الحرارة في القلب ليست عالية بما فيه الكفاية لتتسبب في انشطاره.
في النهاية وعندما يكون عنصر الهيدروجين في القلب قد قارب على الانتهاء، يبدأ الاندماج النووي بالتباطؤ وتبدأ الجاذبية بالعمل على تقلص المركز. ويرفع هذا الانكماش درجة الحرارة حتى تصل إلى درجة حرارة تسمح باندماج ذرات عنصر الهيليوم، ويحدث ذلك في ال 10 % الأخيرة من عمر النجم حيث يتحول عنصر الهيليوم إلى عنصر الكربون. وفي النجوم ذات الكتلة الأقل من 10 أضعاف كتلة الشمس فإن عنصر الكربون الذي أنتج بتفاعل عنصر الهيليوم لا يندمج، ويبرد النجم بشكل تدريجي إلى أن يصبح قزما أبيضا. والنجوم القزمة البيضاء، إذا وجد قربهم نجم، قد يساعد ذلك على انفجار النجم مكونا سوبرنوفا من نوع Ia.

### النوع الثاني II
في حالة النجم الأكبر بكثير (كتلة أكبر من 9 أضعاف الكتلة الشمسية)، تكون فيه الكفاية من عنصري الهيدروجين والهيليوم لتوليد درجات الحرارة والضغط التي يحتاجها الهيليوم في قلب النجم لبدء الاندماج النووي لتكوين عناصر أثقل مثل الكربون عن طريق تفاعل ألفا الثلاثي، كما تتولد عناصر أخرى متوسطة الكتلة مثل الأكسجين والنيون والسيليكون حول القلب في طبقات كطبقات البصلة. فبينما الأنوية الذرية الأثقل تتوزع بشكل تدريجي إلى المركز، ويحيطها من الخارج طبقة من الهيدروجين. ويتركز السيليكون في المركز ويندمج هو الآخر مكونا الحديد-56. ويتسم الحديد بضعف إنتاجه الطاقة بالاندماج النووي. فيمر النجم بمرحلة لتوقف التفاعلات النووية في قلبه ويبدأ في التقلص، عندئذ تنهار الطبقات العليا للنجم على القلب بشدة. وعند توقف تقلص قلب النجم وتكبر كثافته بشدة ويكون في طريقه ليكون نجما نيوترونيا ترتد الطبقات العليا مكونة موجة ضاغطة إلى الخارج، ثم يصيبها وابل شديد من النيوترينوات الناشئة من التحام الإلكترونات والبروتونات في القلب مكونة نيوترونات، فتعمل النيوترينوات على تفجير الطبقات العليا في هيئة مستعر أعظم. ويتبقى القلب عاريا بدون غلاف في هيئة نجم نيوتروني.

## المستعر الأعظم Ia

صورة توضح نشأة مستعر أعظم نوع Ia

ينشأ المستعر الأعظم من نوع Ia طبقاً للنموذج المتفق عليه حالياً في أنظمة النجوم المحتوية على نجمين. ويكون واحد منهما قد وصل إلى مرحلة قزم أبيض بينما يكون الثاني في مرحلة عملاق أحمر. فيجذب القزم الأبيض غازاً من غلاف العملاق الأحمر مما يتسبب في حدوث عدة انفجارات يتحول خلالها الهيدروجين المنجذب والغاز إلى نواتج اندماجية.
ويظل القزم الأبيض يكتسب مادة من جاره حتي تصل كتلته إلى حد جندر شيكهر ويتعداها فيبطأ في التقلص تحت تأثير جاذبيته.
وبخلاف قلب النجم المتكون من الحديد في حالة مستعر أعظم II فيحتوي القزم الأبيض على كميات كبيرة من الكربون القابلة للاندماج وهذا يؤدي إلى تقلص للقزم ويبدأ تحوله إلى نجم نيوتروني. ولكن سرعان ما يشتعل الاندماج في قلب القزم ويسبب انفجار. ولذلك تسمى تلك الظاهرة انفجار مستعر أعظم نووي حراري.
ويكون انفجار المستعر الأعظم دائما بقوة معينة حيث تتكون أولاً كتلة حرجة بالإضافة إلى تكوين العناصر في القزم الأبيض. ولذلك يُستخدم المستعر أعظم Ia «كشمعة عيارية» لدى الفلكيين لقياس بُعد المستعرات العظمى عنا.
وعند انفجار مستعر أعظم Ia لن يتبقى جسم مركزي بعد الانفجار حيث تنتشر كل مادة القزم في الفضاء. أما العملاق الأحمر المجاور فإنه يقفز من مكانه على إثر انفجار جاره ويكتسب سرعة كبيرة في الابتعاد ولذلك يسمى أحيانا النجم الهارب أو النجم المنفلت Runaway star. فبعد انفجار قرينه يصبح النجم الهارب لا رباط له.

## المنحنى الضوئي

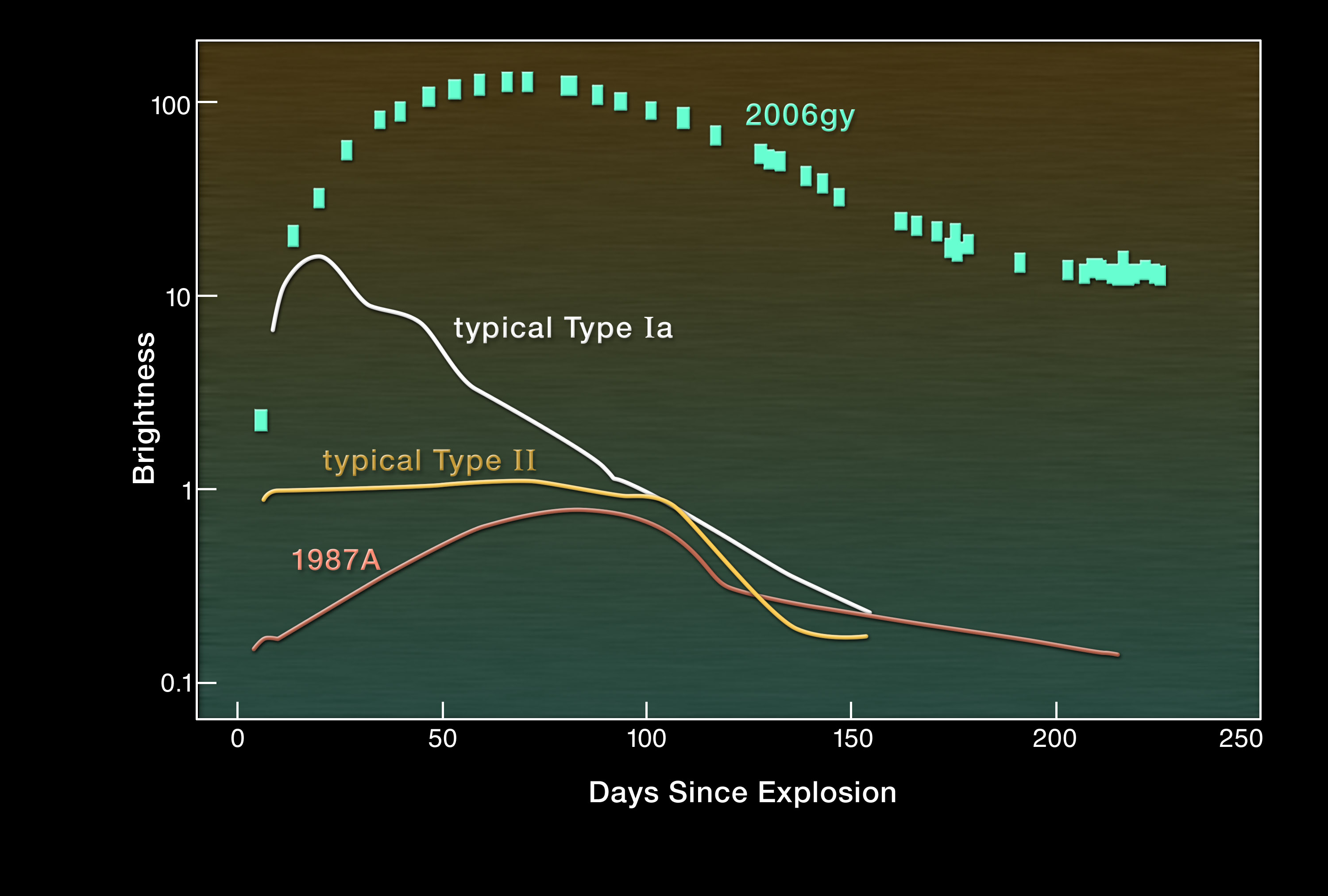
المنحنى الضوئي للمستعر الأعظم SN 2006gy بالمقارنة بالمنحنيات الضوئية المميزة للتصنيفات المختلفة للمستعرات العظمى.

يبين الشكل المنحنى الضوئي للمستعر الأعظم SN 2006gy الذي انفجر في المجرة أن جي سي 1260 جي إبسيلون وشوهد يوم 18 سبتمبر 2006 ويقارنه بالمنحنيات الضوئية المميزة للنوع I و II من المستعرات العظمى. ويقدر العلماء بُعد ذلك المستعر الاعظم عنا بنحو 240 مليون سنة ضوئية.
الشكل المعتاد للمنحنى الضوئي للمستعر الأعظم، نوع 1أ هو الذي تقل قدر سطوعه خطيا مع الزمن. أما نوع المستعرات العظمى II فيتميز قدر سطوعها بالبقاء متساويا لفترة زمنية طويلة قبل شروعه في الانخفاض (المحور الأفقي يبين عدد الأيام).
وفي يوم 6 أبريل 2007 شوهد المستعر الأعظم SN 2007bi وقام برصده مرصد كيك حيث استطاع تسجيل تغير سطوعه عبر مدة سنة، ويقدر العلماء بأن هذا المستعر الأعظم يبعد عنا نحو 1.7 مليار سنة ضوئية، ويبدو أنه أكبر من الشمس كتلة 200 مرة، وتبدو معدنيته ضعيفة. ويتميز بسطوع شديد استمر على درجة عالية لمدة طويلة، كما اكتشفت فيه خطوط السيليكون وإشعاعات التحلل بالنشاط الإشعاعي للنيكل.

## طاقة انفجار مستعر أعظم

بقايا مستعر أعظم في كوكبة ذات الكرسي، يسمى ذات الكرسي-أ، كما يشاهد من تلسكوب هابل الفضائي.

طبقاً لنموذج انفجار المستعرات نوع 1 ب و 1 سي ومستعر أعظم II تسمى تلك الأنواع مستعرات عظمى متقلصة القلب، ويكمن الاختلاف الرئيسي بين المستعر أعظم، نوع 1أ والمستعرات العظمى متقلصة القلب في مصدر الطاقة الصادرة قرب قمة المنحنى الضوئي، فنوع مستعر أعظم متقلص القلب ناشئ عن انفجار نجم ضخم وصلت حالة تمدد طبقاته الخارجية إلى حد تصبح فيه تلك الطبقات شفافة للضوء مع استمرار تمددها. وهي تستخلص طاقتها للإشعاع عند قمة المنحنى الضوئي من الموجة التصادمية التي تعمل على تسخين وتشتيت مكونات الغلاف.
ومن جهة أخرى تكون أسلاف النجوم المتفجرة كمستعر اعظم نوع 1أ أجراماً متكتلة كثيفة جداً، أصغر من الشمس حجماً ولكن كتلتها أكبر من كتلة الشمس كثيراً، وهذه لا تصل أغلفتها إلى حالة شفافة إلا بعد أن تتمدد بدرجة عالية. فيستهلك ارتفاع الحرارة الناشئ عن الانفجار في تمدد وتشتت المادة الخارجية من دون أن تنفذ منها في شكل ضوء مرئي. فالطاقة الصادرة من انفجار مستعر أعظم نوع 1أ يكون معظمها أشعة تحلل أنوية الذرات المتكونة (تخليق العناصر) خلال الانفجار، وهي بصفة أساسية أشعة تحلل النيكل-56 (نصف العمر له 6 أيام)، ومن تحلل نواتجه من الكوبلت -56 (ونصف عمرة 77 يوم). واما أشعة غاما الصادرة خلال تلك التحللات فإنها تـُمتص من المواد المشتتة من الانفجار، وتعمل على تسخينها إلى حد انها تصدر ضوءا مرئيا.
وبعد تمدد المواد المشتتة من مستعر أعظم متقلص القلب وتبرد، فيبدأ إصدار اشعاعات التحلل الإشعاعي يغلب في الأطياف وهو الذي يؤدي إلى إصدارات في نطاق الضوء المرئي أيضاً. وقد يصدر مستعر اعظم نوع 1أ بين 0.5 - 1 كتلة شمسية من النيكل-56.
بينما لا يزيد مقدار الطاقة التي يصدرها مستعر أعظم متقلص القلب عن 0.1 كتلة شمسية من عنصر النيكل-56.

## أجرام عظيمة التماسك

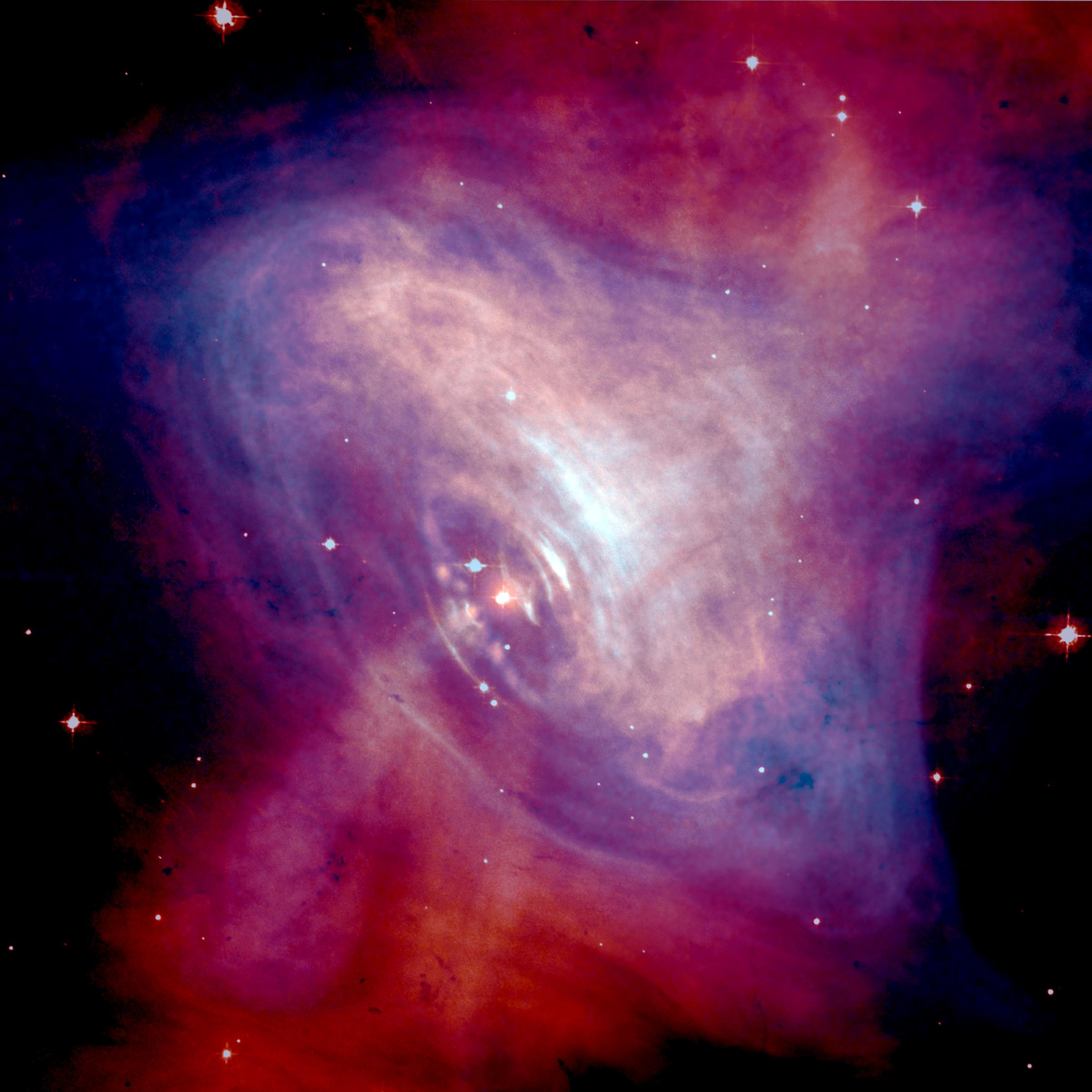
صورة مكونة من أشعة إكس (أزرق) وضوء مرئي(أحمر) لمنطقة مركز سديم السرطان. ويوجد نجم نباض قرب المركز يقوم بتسريع الجسيمات إلى سرعات تقترب من سرعة الضوء.

يعتمد هيئة الجرم الناتج عن الانفجار على كتلته، حيث لا تتناثر وتتشتت جميع مادة الأغلفة الخارجية للنجم خلال الانفجار في صورة مستعر أعظم. ويكوّن الغاز المتبقي قرصا دوارا حول قلب النجم المتقلص، والذي يصبح من النيوترونات. كما تتحلل المواد المنهارة عليه هي الأخرى إلى نيوترونات ن بذلك يتكون نجم نيوتروني.
فإذا كانت كتلة النجم المنهار على نفسه أكبر من نحو 3 كتلة شمسية فقد تتغلب قوى الجاذبية على الضغط الناتج عن مبدأ استبعاد باولي، وهو ضغط يعمل على تنافر النيوترونات عن بعضها البعض (أنظر مادة منفطرة). عندئذ يتقلص النجم إلى أن يصل إلى تكوين ثقب أسود، عظيم الجاذبية، لا تستطيع إشارات الخروج منه ولا ضوء. وتدل بعض الشواهد الفلكية أنه من الممكن أيضا تكوين أجرام أكثر كثافة من كثافة النجوم النيوترونية وهي تسمى نجوم كواركات وهي أجرام تتكون من كواركات.
وتدور النجوم النيوترونية حول محورها بسرعة فائقة قد تصل إلى 1000 دورة في الثانية، وتنتج هذه عن الانكماش العظيم لمادة النجم وتقلصه في كرة مركزية صغيرة جدا طبقا لقانون انحفاظ الزخم الزاوي.
ينتج عن هذا الدوران الفائق السرعة للنجم النيوتروني أو نجم الكواركات مجالا مغناطيسيا يتفاعل مع جسيمات الغاز المطرودة ويصدر إشارات كهرومغناطيسية يمكن مشاهدتها من الأرض. وتسمى تلك النجوم النيوترونية نجوم نباضة، حيث تصلنا منها نبضات كهرومغناطيسية منتظمة جدا في دورتها بمعدل 100 أو 1000 نبضة في الثانية، وهي ناتجة عن دوران تلك الاجرام شديدة التماسك حول محورها بهذا المعدل، فهي تشبه ضوء فنار الموانيئ الذي يرشد السفن في البحار.

## تسريع الأشعة الكونية المجرية
قدم أول دليل مباشر على أنه يتم تسريع الأشعة الكونية المجرية ضمن بقايا السوبرنوفا من قبل تلسكوب فيرمي، جاءت النتائج من الاستفادة من أربع سنوات من البيانات التي تم جمعها بواسطة التلسكوب لرصد بقايا اثنين من السوبرنوفا - IC 443 وW44 - الموجدتان داخل مجرتنا. الملاحظات تتفق تماماً مع تنبؤات تحلل بايونات محايدة (neutral pion decay).
الأشعة الكونية هي جسيمات نشطة للغاية، في الأغلب بروتونات تنتقل عبر الفضاء، ومعظمها من خارج النظام الشمسي. وثمة تفسير بأن الاشعة المنتجة في مجرة درب التبانة - هي التي تأتي من بقايا السوبرنوفا (SNRs)، ولكن حتى الآن لم يكن هناك أي دليل قاطع، يثبت العلاقة التي تربطهما.
عندما يتحول نجم إلي سوبر نوفا، وفقاً لفرضية أشعة الكونية SNR، فإن تسارع البروتونات بسبب المجالات المغناطيسية وموجة الصدمة حتى الحصول على ما يكفي من الطاقة للهروب وتصبح الأشعة الكونية أولية، هذه البروتونات النشطة تصطدم أحيانا مع البروتونات الأخرى - في السحب بين النجوم، على سبيل المثال - لإنتاج البيون المحايد، الذي يتحلل على الفور تقريباً إلى فوتونين من أشعة غاما، بالتقاط أشعة غاما ومقارنة النتائج المتحصل عليها عن طريق الحاسوب توصل العلماء إلي تأكيد هذه الفرضية.

## اقرا أيضًا
| - مصدر أشعة إكس فائق التألق - منحنى ضوئي - نجم مغناطيسي - نجم-أو - عملاق عظيم - بقايا مستعر أعظم - مستعر أعظم II - مستعر أعظم نوع Ia - مستعر أعظم نوع 1 ب ومستعر أعظم نوع 1 سي - نجم زائف متوهج - إن جي سي 1309 - حدث فلكي عابر - مستعر أعظم SN 2005ap - مستعر أعظم SN 2007bi - تخليق العناصر - سحابة ماجلان - مستعر أعظم قريب من الأرض - SN 2016aps - مستعر أعظم SN 2020fqv - عابر ضوئي أزرق سريع - انهيار تثاقلي | - منكب الجوزاء - مجرة عباد الشمس - قزم أبيض - ثقب أسود - IC 1296 - نجم الدجاجة اكس - مسييه 99 - انفجار أشعة غاما 970228 - انفجار أشعة غاما 090423 - انفجار أشعة غاما 080319ب - انفجار أشعة غاما 971214 - انفجار أشعة غاما 080916C - انفجار أشعة غاما 060218 - قائمة بقايا المستعرات العظيمة - مستعر أعظم ASASSN-15lh - نباض فيلا - مجرة الألعاب النارية - مستعر RS Ophiuchi - مستعر أعظم SN 2011fe - مستعر أعظم SN 2014J - طاقة الإعصار المتراكمة |

## وصلات خارجية
- موقع الكون في الإنترنت